# Dajr Kak
Dajr Kak (arab. دير قاق) – miejscowość w Syrii, w muhafazie Aleppo. W 2004 roku liczyła 1042 mieszkańców.